# فرانک از (سرمربی فوتبال)
فرانک اِز (انگلیسی: Franck Haise؛ زادهٔ ۱۵ آوریل ۱۹۷۱) بازیکن سابق و مربی فوتبال اهل فرانسه است.
از باشگاه‌هایی که در آن بازی کرده‌است می‌توان به روآن و آنژه اشاره کرد.